# مورسنگ‌چشم یک‌رنگ
مورسنگ‌چشم یک‌رنگ (نام علمی: Thamnophilus unicolor) گونه‌ای از پرندگان خانواده مورچه‌مرغان است که در کلمبیا، اکوادور و پرو یافت می‌شود. زیستگاه طبیعی آن جنگل‌های کوهستانی نمناک نیمه‌گرمسیری یا گرمسیری است.
مورسنگ‌چشم یک‌رنگ توسط جانورشناس انگلیسی فیلیپ اسکلتر در سال ۱۸۵۹ توصیف شد و نام دوجمله‌ای Dysithamnus unicolor را به آن داد.